# Tetramorium erectum
Tetramorium erectum är en myrart som beskrevs av Carlo Emery 1895. Tetramorium erectum ingår i släktet Tetramorium och familjen myror. Inga underarter finns listade i Catalogue of Life.